# Jacob Spanjaard
Jacob Spanjaard (Borne, 21 juni 1873 – aldaar 16 augustus 1934) was een Nederlandse textielondernemer van Joodse afkomst.
Spanjaard trad in 1901 in dienst van de firma Spanjaard, officieel genaamd NV Stoomspinnerijen en -weverijen v/h S. J. Spanjaard, opgericht door zijn overgrootvader Salomon Jacob Spanjaard. Onder zijn leiding groeide de fabriek uit tot de grootste werkgever van Borne.
Hij verwierf zich de bijnaam "God van Borne" vanwege zijn bemoeienis met vrijwel alles wat in Borne gebeurde. Geen beslissing werd zonder zijn instemming genomen, waarbij hij geen tegenspraak duldde, vooral niet van kritische arbeiders. Hij stelde zich keihard op en voerde loonsverlagingen door. Anderzijds zijn er de verhalen over zijn gulheid zowel naar individuen toe als voor de gemeenschap. De Bornse Harmonie werd door hem opgericht, evenals onder meer een huishoudschool en een badhuis. 
Hij heeft de productiecapaciteit van de textielfabrieken flink uitgebreid, vooral na de Eerste Wereldoorlog. Vanwege een te klein arbeidersaanbod uit Borne zelf, liet hij arbeidersgezinnen uit de Drentse en Noordwest-Overijsselse veengebieden komen, waarvoor hij zo'n 200 woningen liet bouwen (Spanjaardswijk).
In 1930 moest hij het bedrijf loslaten wegens een ernstige ziekte. Op dat moment was de firma Spanjaard uitgegroeid tot een complex met 1800 werknemers, waar liefst 1500 weefgetouwen en 81.000 spinspillen in bedrijf waren.

## Publicaties
- Marianka Spanjaard & Paul Denekamp: Verweven met Twente. De joodse fabrikantenfamilie Spanjaard (1800-2000). Zutphen, Walburg Pers, 2011. ISBN 9789057307348
- K.A. Citroen: De familie Spanjaard. Een overzicht van de afstammelingen van Salomon Jacob Spanjaard (1783-1861) en Sara David van Gelder (1793-1882). 3e, herz. en verm. uitgave. Borne, Vereniging "Berith Salom", 1998. ISBN 9080417815

## Bron en externe link
- Biografie van Jacob Spanjaard uit Overijsselse Biografieën op "Wie is wie in Overijssel"

- International Standard Name Identifier: 0000 0003 9332 0945
- Nederlandse Thesaurus van Auteursnamen: 134339002
- Virtual International Authority File: 287602598